# Chanteuse de café-concert
Chanteuse de café-concert est un tableau réalisé par le peintre italien Amedeo Modigliani en 1917. Cette huile sur toile est le portrait à mi-corps d'une chanteuse de café-concert en vêtements sombres devant un fond plus clair. Passée entre les mains de Léopold Zborowski, l'œuvre est achetée par Chester Dale le 6 mai 1927. Léguée en 1963, elle est conservée à la National Gallery of Art, à Washington, aux États-Unis.